# Битва при Пологе
Битва при Пологе в апреле 1453 года была результатом вторжения албанцев на территорию Османской империи. При поддержке короля Неаполя Альфонсо Великодушного албанский лидер Скандербег строил планы по возвращению Светиграда, который был потерян в 1448 году. Его стратегия состояла в том, чтобы начать вторжение в Македонию, чтобы опустошить район, окружающий Светиград, и заманить османский гарнизон в ловушку. При осуществлении этого он был остановлен на полях Полога близ Тетово османской армией, которая планировали вторгнуться в Албанию во главе с его старым другом Ибрагимом-пашой. Турки-османы были быстро уничтожены, и армия Скандербега продолжила свои грабежи, прежде чем вернуться в Дебар.

## Исторический фон
Скандербег потерял Светиград в 1448 году после двухмесячной осады. Крепость была жизненно важна для его стратегической обороны Албании, поскольку она охраняла один из главных горных перевалов по дороге из Македонии в Албанию. Поэтому он приложил усилия, чтобы вернуть его с помощью короля Альфонсо V Арагонского. По условиям Гаэтского договора, подписанного в 1451 году, Скандербег стал вассалом Альфонсо в обмен на финансовую и военную помощь для его продолжающейся войны с турками. Зимой 1452 года Скандербег составил план своего наступления и таким образом получил от короля Неаполя Альфонсо столь необходимую артиллерию и аркебузы.

## Предыстория
Весной 1453 года Скандербег вторгся в Османскую Македонию. Ночью армия Скандербега прошла через сильный шторм, надеясь застать турок врасплох. Недалеко от города Тетово Скандербег встретил противостоящую по численности османскую армию из 14 000 человек во главе с Ибрагимом-пашой, одним из его старых друзей во время его службы в османской армии. Скандербег приказал войску остановиться и решил отступить в долину Мокры, надеясь заманить противника в ловушку. Но Ибрагим-паша не последовал за ним и вместо этого разбил лагерь на поле Полога. Этот манёвр блокировал дальнейшие вторжения в Македонию.
В лагере албанцев был составлен план боевых действий, в то время как турецкий лагерь оставался спокойным. Моис Арианити Големи предложил провести ночную атаку, но Скандербег был против из-за мощного шторма, затруднявшего начало атаки. Хамза Кастриоти поддержал Моиса.

## Битва
Сомнения Скандербега вскоре рассеялись, и он начал строить планы нападения на лагерь своего врага. 22 апреля, несмотря на шторм, Скандербег начал быструю кавалерийскую атаку и ворвался в лагерь противника, вызвав беспорядок и хаос. Скандербег столкнулся с Ибрагимом и вызвал его на личный поединок. Скандербег вышел победителем и обезглавил своего противника. Его голова была посажена на пику в манере, аналогичной казни Владислава III Варненчика, и после того, как ему сообщили об этом, турецкие войска быстро бежали.

## Последствия
Турки-османы оставили после себя 3 000 убитых. Армия Скандербега продолжала мародерствовать, прежде чем вернуться в Дебар. Он вернулся с триумфом со своей армией, с которой он разделил свою добычу. В том же году византийская империя пала после падения Константинополя. Это был удар по Скандербегу и всему христианскому миру, который теперь боялся, что Рим постигнет та же участь.